# 셰이크 두쿠레
셰이크 우마르 두쿠레 (Cheick Oumar Doucouré, 2000년 1월 8일 ~ )는 말리의 축구 선수이며, 크리스털 팰리스에서 수비형 미드필더로 뛰고 있다.